# ATOH1
ATOH1‏ (Atonal bHLH transcription factor 1) هوَ بروتين يُشَفر بواسطة جين ATOH1 في الإنسان.